# George Grard Museum
Het George Grard Museum of Museum George Grard is een voormalig museum in Alveringem, Gijverinkhove (België, West-Vlaanderen) gewijd aan de Belgische kunstenaar George Grard (1901-1984), stichter van de zogenaamde "School van Sint-Idesbald".
Het museum opende zijn deuren in 1996 in Alveringem, op initiatief van Grards weduwe Francine van Mieghem en de Stichting George Grard, maar zag zich genoodzaakt deze te sluiten in 2009. In het museum kon men het volledige sculpturale werk (bronzen, terracotta en gipsen) bewonderen, naast tal van tekeningen, ontwerpschetsen, filmfragmenten en het archief van de kunstenaar. 
In 2010 schonk de Stichting George Grard het overgrote deel van de collectie aan de gemeente Koksijde, met de bedoeling er daar een museum in te richten.
De opzet bestaat erin om de geschonken collectie gedeeltelijk of volledig onderdak te bieden in de abdijhoeve "Ten Bogaerde" (een oud uithof van de Duinenabdij) in het West-Vlaamse kunstenaarsoord Sint-Idesbald in Koksijde. 
Grard, afkomstig uit Doornik, leefde en werkte in Sint-Idesbald van 1931 tot aan zijn dood aldaar in 1984. 
Zijn atelier bleef grotendeels bewaard zoals het was in zijn tijd. 
Sinds juni 2016 is een deel van het oeuvre overgebracht naar het Ten Bogaerde. Op de eerste verdieping bevindt zich de George Grardzaal met originele gipsen en tekeningen. Buiten staan acht bronzen beelden opgesteld. 